# بي إز فور بيير
'بي إز فور بيير هي رواية قصيرة كتبها توم روبينز ونشرتها دار هاربر كولينز في عام 2009.  إنه كتاب للأطفال يدو حول جرايسي بيرك، وهي فتاة صغيرة تستكشف عالم البيرة تسم. تتعلم لماذا يستمتع بها كل شخص بالغ ولماذا لا يُسمح لها بشربها.

## التكيف الموسيقي
حول الكتاب لاحقًا إلى مسرحية موسيقية بعنوان "بي إز فور بيير :ذا ميوزيكل"، شارك في كتابتها روبنز وبن لي. 

## تفاصيل الإصدار
- غلاف فني –(ردمك 0-06-168727-8) ((ردمك 978-0-553-07625-7) ) تم نشره في 21 أبريل 2009، بواسطة هاربر كولينز [3]
- كتاب صوتي على قرص مضغوط -(ردمك 0-06-171908-0) ((ردمك 978-0-06171908-0) ) تم نشره في 21 أبريل 2009، بواسطة هاربر كولينز
- الكتاب الاليكتروني -(ردمك 0-06-176836-7) ((ردمك 978-0-06176836-1) ) تم نشره في 21 أبريل 2009، بواسطة هاربر كولينز